# Nunney
Nunney est une paroisse civile et un village du Somerset, en Angleterre.

## Patrimoine
- Château de Nunney